# Mennessis
Mennessis é uma comuna francesa na região administrativa de Altos da França, no departamento de Aisne. Estende-se por uma área de 5,23 km². Em 2010 a comuna tinha 401 habitantes (densidade: 76,7 hab./km²).